# Jacqueline Meirelles
Jacqueline Ribeiro Meirelles (Cuiabá, 15 de abril de 1963) é designer de joias, empresária, escritora e filantropa brasileira. Foi a primeira representante do Distrito Federal a vencer o Miss Brasil, realizado em São Paulo no dia 4 de abril de 1987, derrotando as outras vinte e seis representantes dos outros estados brasileiros. No Miss Universo, realizado no mesmo ano em Singapura, ela não conseguiu classificação mas ganhou o prêmio de melhor traje típico.
Após o reinado de Miss Brasil, tornou-se apresentadora, modelo, além de integrar a banda Graffitte como backing vocal, que sucumbiu devido ao confisco do Plano Collor.

## Primeiros anos
Primeira filha de um advogado cearense e de uma empresária mineira, Jacqueline se mudou para a capital federal quando tinha sete meses de idade. 
Antes de ser eleita Miss Distrito Federal, a futura Miss Brasil trabalhava numa agência bancária de Brasília como operadora de mercado financeiro e conciliava essa atividade com sua carreira de modelo e manequim, já em franca ascensão nessa época no Brasil.

## Carreira

### Miss Brasil
Em março de 1987, Jacqueline Meirelles se inscreve e acaba por derrotar outras quinze candidatas no concurso Miss Distrito Federal, realizado na boate Zoom, em Brasília. Com o título distrital, ela conquista o direito de ir ao Miss Brasil 1987, marcado para o dia 4 de abril do mesmo ano no Palácio das Convenções do Anhembi, em São Paulo. Lá, ela é coroada Miss Brasil e torna-se a primeira representante do Distrito Federal a vencer o concurso, derrotando candidatas fortes como a Miss São Paulo, Karin Villen Baum.
Após a sua coroação, Jacqueline é convidada a integrar o primeiro elenco do programa humorístico A Praça é Nossa, que Carlos Alberto de Nóbrega criara após sua saída da Band, onde comandava a Praça Brasil nas noites de sexta-feira. Nessa mesma época Jacqueline se preparava para representar o país na trigésima-sexta edição do concurso de Miss Universo, realizada no dia 26 de maio na cidade-estado de Singapura. Na ocasião, ela, que não se classificaria entre as dez semifinalistas, foi apresentada na transmissão da rede americana CBS (mostrada no Brasil pelo SBT) como vencedora da prova de trajes típicos.
Após o retorno ao Brasil, não faltaram convites para eventos. No feriado de 12 de outubro, ela participa, ao lado de todo o elenco do SBT, da «Parada do Dia das Crianças», que Sílvio Santos promovia para celebrar a data, também destinada a homenagear Nossa Senhora de Aparecida, a padroeira do país. 
Um anos depois, em 9 de abril de 1988, Jacqueline se tornou a primeira Miss Brasil da «era Sílvio Santos» a abrir a transmissão do concurso que elegeria a sua sucessora, a catarinense Isabel Cristina Beduschi. Num cenário de fundo preto (nos mesmos moldes da transmissão do Miss Universo), a miss que encerrava seu reinado fazia a pré-apresentação do evento.

### Modelo, apresentadora, escritora e palestrante
Com o título, Jacqueline se tornou uma das mulheres mais fotografadas da segunda metade da década de 80, atrás apenas de modelos como a hoje atriz de novelas Ana Paula Arósio — à época, com apenas treze anos. Jacqueline fez ainda campanhas publicitárias, apresentou programas de televisão e foi jurada de programas como o Viva a Noite e o Cidade contra Cidade, ambos apresentados por Augusto Liberato no SBT, entre outros. Na televisão apresentou ao lado de Astrid Fontenelle um programa diário de variedades na extinta Rede Manchete, Mulher 90, além de ter participado de programas do SBT, apresentado a sessão Cinema em Casa e como jurada do Miss Brasil 1989. Na TV Gazeta participou do programa Mulheres e, no SBT, do programa do Gugu Liberato fazendo merchandising.
Em 1995, era apresentadora do programa Vivendo com Classe, no qual exibia automóveis sofisticados e descrevia os modernos equipamentos que possuíam. De 2010 a 2015  fez parte do elenco do programa A Praça é Nossa.
A Miss começou como modelo profissional em São Paulo na extinta agência Jet Set e desde 1991 é exclusiva da agência L'Equipe, também na capital paulistana. Como modelo, foi capa das revistas Nova, Cláudia, Criativa, Minha, Mãe e Revista Playboy, edição de outubro de 1988. Participou de campanhas publicitárias para empresas como Bradesco, SunBlock, Banco Nacional, Ponto Frio, Itaú, IBM, Natura, Avon, Hotel Sofitel, Gelol, Brastemp, Shopping Jardim Sul, Banco do Brasil, Rexona, Palmolive, entre outras.
Em agosto de 2014, lança seu primeiro livro "Da Coroa ao Cajado" onde relata sua história de vida e revela como saiu de uma depressão de durou 6 anos.
Em 2016, entra para o mundo da internet com seu programa "Plano B com Jacqueline Meirelles", atualmente no Youtube, onde entrevista famosos e profissionais na área da saúde abordando temas como saúde, bem estar e autoestima. 
Em abril de 2017, laça seu segundo livro "Eternamente Miss". Um manual de empoderamento feminino, onde trabalha a imagem da mulher procurando elevar a autoestima.
Atualmente é palestrante e viaja o Brasil falando sobre Saúde Emocional com sua palestra "Ser ou não ser feliz, a escolha é sua!" e dá aulas de Imagem Visual com o curso "Espelho, Espelho Meu!"
Em seu portal  www.jacquelinemeirelles.com.br  reúne os três conteúdos de seu trabalho, uma loja virtual de acessórios (Atelier Jacqueline Meirelles), um site de saúde e bem estar (5.0 com Jacqueline Meirelles) e seu programa na internet (Plano B com Jacqueline Meirelles). 

## Vida pessoal
Em 2011, Jacqueline inicia namoro com Carlos Alberto de Nóbrega. O relacionamento chegaria ao fim em outubro de 2013, quando o casal anunciou que estariam formalmente separados a partir de então, mas em «clima de amizade».
Desde o ano de 2013, vive um relacionamento com o publicitário e presidente do São Paulo Futebol Clube, Julio Casares.